# ТЭФИ (премия, 2017)
«ТЭ́ФИ» — российская общенациональная индустриальная телевизионная премия за высшие достижения в области телевизионных искусств. Учреждена фондом «Академия российского телевидения» 21 октября 1994 года. Премия должна была стать российским аналогом американской телевизионной премии «Эмми». С 2014 года организатором проведения конкурса выступает некоммерческое партнёрство «Комитет индустриальных телевизионных премий» (НП «КИТП»).
Для участия в конкурсе «ТЭФИ—2017» принимались работы, произведённые и впервые вышедшие в эфир на одном из общероссийских телеканалов в период с 1 июня 2016 года по 31 мая 2017 года. Всего на рассмотрение жюри поступило 515 работ.

## Церемония
Двадцать первая церемония награждения победителей в номинациях категории «Дневной эфир» и категории «Вечерний прайм» проходила в два этапа в один день — 3 октября 2017 года. Первоначально её планировалось провести 27 июня 2017 года. Однако не все члены жюри смогли разобраться в обновлённой системе голосования, и при подсчёте голосов произошёл «компьютерный сбой». Учредителями было принято решение о повторном голосовании. Поскольку до церемонии на тот момент оставалась всего одна неделя, было решено перенести её на 3 октября того же года, чтобы переголосование прошло «без спешки». Местом проведения обоих этапов церемонии стал кинотеатр «Россия», изначально её планировалось провести традиционно в первой студии телевизионного технического центра «Останкино». Ведущими первого этапа церемонии выступили Елена Малышева и Евгений Додолев, Светлана Хоркина и Виктор Гусев, Анастасия Чернобровина и Ольга Скабеева, а второго — Мария Ситтель и Эрнест Мацкявичюс, Наталия Медведева и Леонид Якубович, Вадим и Игорь Верники, Андрей Малахов и Борис Корчевников. Телевизионная версия церемонии награждения в номинациях категории «Вечерний прайм» была подготовлена и показана в эфире телеканалом «Россия-1».

## Победители по каналам вещания
| Телеканал    | Дневной эфир | Дневной эфир | Вечерний прайм | Вечерний прайм | Всего  | Всего     |
| Телеканал    | Победы       | Номинации    | Победы         | Номинации      | Победы | Номинации |
| ------------ | ------------ | ------------ | -------------- | -------------- | ------ | --------- |
| Первый канал | 2            | 9            | 7              | 17             | 9      | 26        |
| Россия-1     | 1            | 8            | 7              | 17             | 8      | 25        |
| РЕН ТВ       | 3            | 4            | 1              | 2              | 4      | 6         |
| НТВ          | 2            | 7            | 1              | 9              | 3      | 16        |
| ТВ Центр     | 2            | 4            | 1              | 5              | 3      | 9         |
| ТНТ          | 0            | 1            | 3              | 7              | 3      | 8         |
| Матч ТВ      | 2            | 4            | 0              | 0              | 2      | 4         |
| СТС          | 0            | 0            | 1              | 3              | 1      | 3         |
| Пятница!     | 1            | 3            | 0              | 0              | 1      | 3         |
| Россия-К     | 1            | 3            | 0              | 0              | 1      | 3         |
| Пятый канал  | 0            | 0            | 1              | 1              | 1      | 1         |
| Россия-24    | 0            | 1            | 0              | 1              | 0      | 2         |

## Победители и финалисты

### Категория «Дневной эфир»
Победители указаны первыми и выделены отдельным цветом 
| Номинации                                           | Победители и финалисты                                              | Производитель                                  | Канал вещания |
| --------------------------------------------------- | ------------------------------------------------------------------- | ---------------------------------------------- | ------------- |
| Утренняя программа                                  | «Доброе утро»                                                       | АО «Первый канал»                              | Первый канал  |
| Утренняя программа                                  | «Утро Пятницы»                                                      | ООО «Студия ПЯТНИЦА»                           | Пятница!      |
| Утренняя программа                                  | «Утро России»                                                       | ТПО «Россия-1»                                 | Россия-1      |
| Ведущий утренней программы                          | Юлия Высоцкая — «Едим дома!»                                        | ООО «Студия Едим Дома»                         | НТВ           |
| Ведущий утренней программы                          | Елена Ландер, Андрей Петров — «Утро России»                         | ТПО «Россия-1»                                 | Россия-1      |
| Ведущий утренней программы                          | Ольга Ушакова, Сергей Бабаев — «Доброе утро»                        | АО «Первый канал»                              | Первый канал  |
| Дневное ток-шоу                                     | «Время покажет»                                                     | АО «Первый канал»                              | Первый канал  |
| Дневное ток-шоу                                     | «Место встречи»                                                     | ООО «Студия „Централ Телевижн“»                | НТВ           |
| Дневное ток-шоу                                     | «Естественный отбор»                                                | ООО «М-Продакшн»                               | ТВ Центр      |
| Дневное ток-шоу                                     | «Прямой эфир»                                                       | ООО «НОВАЯ КОМПАНИЯ АВАНГАРД ПЛЮС»             | Россия-1      |
| Развлекательная программа «Образ жизни»             | «Правила жизни»                                                     | ООО «М-Продакшн Медиа»                         | Россия К      |
| Развлекательная программа «Образ жизни»             | «Однажды»                                                           | ООО «СТОРИ ПРОДЖЕКТ»                           | НТВ           |
| Развлекательная программа «Образ жизни»             | «Непутёвые заметки»                                                 | ООО «Туристическое агентство „Путевые советы“» | Первый канал  |
| Просветительская программа                          | «Военная тайна»                                                     | ООО «Военная тайна»                            | РЕН ТВ        |
| Просветительская программа                          | «Чудо Техники» с Сергеем Малозёмовым                                | ООО «СТВ» (ООО «Стереовижн»)                   | НТВ           |
| Просветительская программа                          | «Большая опера»                                                     | ГТРК «Культура»                                | Россия К      |
| Телеигра                                            | «Своя игра»                                                         | Студия 2В                                      | НТВ           |
| Телеигра                                            | «Сто к одному»                                                      | Студия 2В                                      | Россия-1      |
| Телеигра                                            | «Что? Где? Когда?»                                                  | ООО «Телекомпания „Игра-ТВ“»                   | Первый канал  |
| Документальный проект                               | «Наина Ельцина. История в любви»                                    | ООО «Студия Мастерская»                        | Россия-1      |
| Документальный проект                               | «Саша Соколов. Последний русский писатель»                          | ООО «Центральное телевидение»                  | Первый канал  |
| Документальный проект                               | «Гроб Господень — открытие главной тайны человечества»              | ООО «АКЦЕПТ» (Телевизионный канал РЕН ТВ)      | РЕН ТВ        |
| Журналистское расследование                         | «Слепые мулы»                                                       | ООО «АКЦЕПТ» (Телевизионный канал РЕН ТВ)      | РЕН ТВ        |
| Журналистское расследование                         | «Чрезвычайное происшествие. Расследование» — «Ряженые»              | АО «Телекомпания НТВ»                          | НТВ           |
| Журналистское расследование                         | «Дикие деньги. Дмитрий Захарченко»                                  | ИП «Панкратова Наталия Владимировна»           | ТВ Центр      |
| Реалити-шоу                                         | «Пацанки»                                                           | A PLUS COMEDY IP (CYPRUS) LIMITED              | Пятница!      |
| Реалити-шоу                                         | «Охота»                                                             | «ВайТ Медиа»                                   | НТВ           |
| Реалити-шоу                                         | «Секретный миллионер»                                               | ООО «Ю Ай Пи»                                  | Пятница!      |
| Реалити-шоу                                         | «Оркестр будущего»                                                  | ГТРК «Культура»                                | Россия К      |
| Телевизионный проект о спорте                       | «Александр Карелин. Поединок с самим собой»                         | КБ-Продакшн                                    | Матч ТВ       |
| Телевизионный проект о спорте                       | «Юбилейный вечер Татьяны Тарасовой»                                 | ООО «Азъ Арт ТВ»                               | Первый канал  |
| Телевизионный проект о спорте                       | «Все на футбол!»                                                    | Матч ТВ                                        | Матч ТВ       |
| Ведущий спортивной программы/спортивный комментатор | Сергей Гимаев — «Молодёжный чемпионат мира по хоккею. Россия — США» | Матч ТВ                                        | Матч ТВ       |
| Ведущий спортивной программы/спортивный комментатор | Владимир Стогниенко — «Футбол России»                               | ВГТРК, ЭСМИ РИК «Россия 24»                    | Россия-24     |
| Ведущий спортивной программы/спортивный комментатор | Дмитрий Губерниев — «Чемпионат мира по биатлону. Эстафета. Мужчины» | Матч ТВ                                        | Матч ТВ       |
| Дневной телевизионный сериал                        | «Отель последней надежды»                                           | ООО «Свэлл Фильм»                              | ТВ Центр      |
| Дневной телевизионный сериал                        | «Отец Матвей»                                                       | Кинокомпания «Русское»                         | Россия-1      |
| Дневной телевизионный сериал                        | «СашаТаня»                                                          | ОАО «Комеди Клаб продакшн»                     | ТНТ           |
| Программа для детей и юношества                     | «АБВГДейка»                                                         | ООО «АБВГДейка»                                | ТВ Центр      |
| Программа для детей и юношества                     | «Золото нации»                                                      | «ВайТ Медиа»                                   | Россия-1      |
| Программа для детей и юношества                     | «Голос. Дети»                                                       | АО «Первый канал»                              | Первый канал  |
| Эфирный/неэфирный промоушн телепрограмм             | «РЕН ТВ и Василий Ложкин представляют»                              | ООО «АКЦЕПТ» (Телевизионный канал РЕН ТВ)      | РЕН ТВ        |
| Эфирный/неэфирный промоушн телепрограмм             | «Белки. Новый год»                                                  | АО «Первый канал»                              | Первый канал  |
| Эфирный/неэфирный промоушн телепрограмм             | Проморолик «Синяя птица»                                            | Телеканал «Россия-1»                           | Россия-1      |

### Категория «Вечерний прайм»
Победители указаны первыми и выделены отдельным цветом 
| Номинации                                              | Победители и финалисты                                                         | Производитель                              | Канал вещания |
| ------------------------------------------------------ | ------------------------------------------------------------------------------ | ------------------------------------------ | ------------- |
| Информационная программа                               | «Время»                                                                        | АО «Первый канал»                          | Первый канал  |
| Информационная программа                               | «Сегодня»                                                                      | АО «Телекомпания НТВ»                      | НТВ           |
| Информационная программа                               | «Вести»                                                                        | ВГТРК                                      | Россия-1      |
| Ведущий информационной программы                       | Дмитрий Борисов — «Вечерние новости»                                           | АО «Первый канал»                          | Первый канал  |
| Ведущий информационной программы                       | Елена Спиридонова — «Сегодня»                                                  | АО «Телекомпания НТВ»                      | НТВ           |
| Ведущий информационной программы                       | Андрей Кондрашов — «Вести»                                                     | ВГТРК                                      | Россия-1      |
| Репортёр/оператор репортажа                            | Александр Рогаткин, Дмитрий Рогалёв — «Штурм Мосула»                           | ВГТРК                                      | Россия-1      |
| Репортёр/оператор репортажа                            | Валерия Алёхина — «Украина: языковой геноцид»                                  | АО «Телекомпания НТВ»                      | НТВ           |
| Репортёр/оператор репортажа                            | Константин Панюшкин — «Трагедия под землей стала общей бедой для петербуржцев» | АО «Первый канал»                          | Первый канал  |
| Информационно-аналитическая итоговая программа         | «Вести недели»                                                                 | ВГТРК                                      | Россия-1      |
| Информационно-аналитическая итоговая программа         | «Воскресное время»                                                             | АО «Первый канал»                          | Первый канал  |
| Информационно-аналитическая итоговая программа         | «Добров в эфире»                                                               | ООО «АКЦЕПТ» (Телевизионный канал РЕН ТВ)  | РЕН ТВ        |
| Ведущий информационно-аналитической итоговой программы | Андрей Добров — «Добров в эфире»                                               | ООО «АКЦЕПТ» (Телевизионный канал РЕН ТВ)  | РЕН ТВ        |
| Ведущий информационно-аналитической итоговой программы | Ирада Зейналова — «Итоги недели с Ирадой Зейналовой»                           | АО «Телекомпания НТВ»                      | НТВ           |
| Ведущий информационно-аналитической итоговой программы | Валерий Фадеев — «Воскресное время»                                            | АО «Первый канал»                          | Первый канал  |
| Ведущий информационно-аналитической итоговой программы | Сергей Брилёв — «Вести в субботу с Сергеем Брилёвым»                           | ВГТРК                                      | Россия-1      |
| Интервьюер                                             | Владимир Соловьёв — «Вечер с Владимиром Соловьёвым»                            | ООО «М-Продакшн Групп»                     | Россия-1      |
| Интервьюер                                             | Наиля Аскер-Заде — «В рабочий полдень»                                         | ООО «ТВ порт»                              | Россия-24     |
| Интервьюер                                             | Юлия Меньшова — «Наедине со всеми»                                             | АО «Первый канал»                          | Первый канал  |
| Развлекательное ток-шоу прайм-тайма                    | «Пусть говорят»                                                                | Дирекция спецпроектов Первого канала       | Первый канал  |
| Развлекательное ток-шоу прайм-тайма                    | «Секрет на миллион»                                                            | ООО «Ток-шоу»                              | НТВ           |
| Развлекательное ток-шоу прайм-тайма                    | «Откровенно» с Оксаной Байрак                                                  | ООО «М-Продакшн»                           | ТВ Центр      |
| Общественно-политическое ток-шоу прайм-тайма           | «60 минут»                                                                     | ВГТРК                                      | Россия-1      |
| Общественно-политическое ток-шоу прайм-тайма           | «Первая студия»                                                                | АО «Первый канал»                          | Первый канал  |
| Общественно-политическое ток-шоу прайм-тайма           | «Красный проект»                                                               | ООО «М-Продакшн Медиа»                     | ТВ Центр      |
| Ведущий общественно-политического ток-шоу прайм-тайма  | Ольга Скабеева, Евгений Попов — «60 минут»                                     | ВГТРК                                      | Россия-1      |
| Ведущий общественно-политического ток-шоу прайм-тайма  | Роман Бабаян — «Право голоса»                                                  | АО «ТВ Центр»                              | ТВ Центр      |
| Ведущий общественно-политического ток-шоу прайм-тайма  | Артём Шейнин — «Первая студия»                                                 | АО «Первый канал»                          | Первый канал  |
| Развлекательная программа                              | «Синяя птица»                                                                  | M-production                               | Россия-1      |
| Развлекательная программа                              | «Ты супер!»                                                                    | АО «ВайТ Медиа»                            | НТВ           |
| Развлекательная программа                              | «Лучше всех!»                                                                  | АО «Первый канал»                          | Первый канал  |
| Ведущий развлекательной программы                      | Максим Галкин — «Лучше всех!»                                                  | АО «Первый канал»                          | Первый канал  |
| Ведущий развлекательной программы                      | Вадим Такменёв — «Ты супер!»                                                   | АО «ВайТ Медиа»                            | НТВ           |
| Ведущий развлекательной программы                      | Павел Воля, Гарик Харламов — «Comedy Club»                                     | ОАО «Комеди Клаб продакшн»                 | ТНТ           |
| Юмористическая программа/шоу                           | «Comedy Club»                                                                  | ОАО «Комеди Клаб продакшн»                 | ТНТ           |
| Юмористическая программа/шоу                           | «Юморина»                                                                      | ВГТРК                                      | Россия-1      |
| Юмористическая программа/шоу                           | «Вечерний Ургант»                                                              | АО «Первый канал»                          | Первый канал  |
| Телевизионная многосерийная комедия/Ситком             | «Ольга»                                                                        | Good Story Media                           | ТНТ           |
| Телевизионная многосерийная комедия/Ситком             | «Отель Элеон»                                                                  | АО «ВБД Груп»                              | СТС           |
| Телевизионная многосерийная комедия/Ситком             | «Адаптация»                                                                    | Good Story Media                           | ТНТ           |
| Телевизионный фильм/сериал                             | «Молодёжка»                                                                    | ООО «Арт Пикчерс Вижн»                     | СТС           |
| Телевизионный фильм/сериал                             | «Оптимисты»                                                                    | Продюсерская компания Валерия Тодоровского | Россия-1      |
| Телевизионный фильм/сериал                             | «Таинственная страсть»                                                         | Красный Квадрат, СТУДИЯ РУССКИЙ ПРОЕКТ     | Первый канал  |
| Режиссёр телевизионного фильма/сериала                 | Николай Булыгин, Максим Полинский — «Мажор 2»                                  | ООО ПК «Среда»                             | Первый канал  |
| Режиссёр телевизионного фильма/сериала                 | Григорий Константинопольский — «Пьяная фирма»                                  | АО «Всемирные Русские Студии»              | ТНТ           |
| Режиссёр телевизионного фильма/сериала                 | Карен Шахназаров — «Анна Каренина»                                             | Киноконцерн «Мосфильм»                     | Россия-1      |
| Лучший актёр телевизионного фильма/сериала             | Михаил Ефремов — «Пьяная фирма»                                                | АО «Всемирные Русские Студии»              | ТНТ           |
| Лучший актёр телевизионного фильма/сериала             | Денис Никифоров — «Молодёжка»                                                  | ООО «Арт Пикчерс Вижн»                     | СТС           |
| Лучший актёр телевизионного фильма/сериала             | Евгений Цыганов — «София»                                                      | Кинокомпания «Москино»                     | Россия-1      |
| Лучшая актриса телевизионного фильма/сериала           | Чулпан Хаматова — «Таинственная страсть»                                       | Красный Квадрат, СТУДИЯ РУССКИЙ ПРОЕКТ     | Первый канал  |
| Лучшая актриса телевизионного фильма/сериала           | Марина Александрова — «Екатерина. Взлёт»                                       | «COSMOS studio»                            | Россия-1      |
| Лучшая актриса телевизионного фильма/сериала           | Анна Банщикова — «Крылья»                                                      | ООО «Марс Медиа Энтертейнмент»             | ТВ Центр      |
| Телевизионный продюсер сезона                          | Илья Кривицкий — «Лучше всех!»                                                 | АО «Первый канал»                          | Первый канал  |
| Телевизионный продюсер сезона                          | Александр Акопов — «Екатерина. Взлёт»                                          | «COSMOS studio»                            | Россия-1      |
| Телевизионный продюсер сезона                          | Вячеслав Дусмухаметов — «Танцы»                                                | ОАО «Комеди Клаб продакшн»                 | ТНТ           |
| Событие телевизионного сезона                          | «Алые паруса»                                                                  | ОАО «Телерадиокомпания „Петербург“»        | Пятый канал   |
| Событие телевизионного сезона                          | «София»                                                                        | Кинокомпания «Москино»                     | Россия-1      |
| Событие телевизионного сезона                          | «Новый год в прямом эфире» на Красной площади                                  | АО «ТВ Центр»                              | ТВ Центр      |
| Событие телевизионного сезона                          | «КВН 55 лет. Юбилейный выпуск.»                                                | ООО «ТТО „АМИК“»                           | Первый канал  |
| Событие телевизионного сезона                          | «Ты супер!» Финал в Кремле                                                     | АО «ВайТ Медиа»                            | НТВ           |
| Специальный приз                                       | «София»                                                                        | Кинокомпания «Москино»                     | Россия-1      |
| Специальный приз                                       | «Ты супер!» Финал в Кремле                                                     | АО «ВайТ Медиа»                            | НТВ           |

## Критика
По мнению телекритика Ирины Петровской, награждение в новостных и общественно-политических номинациях программ «Время покажет», «Время», «Вести недели», «60 минут» и таких ведущих как Андрей Добров, Владимир Соловьев, Ольга Скабеева, Евгений Попов и Роман Бабаян «вызывает оторопь». Она отметила, что в ранние годы существования «ТЭФИ» «последние не становились первыми, а худших не объявляли лучшими».
Многие СМИ обратили внимание на награждение в номинации «Просветительская программа» проекта «Военная тайна» Игоря Прокопенко, неоднократно критиковавшегося за распространение непроверенной и лженаучной информации — так, за неделю до церемонии в другом шоу этого журналиста «Самые шокирующие гипотезы» были без какого-либо научного комментария приведены аргументы в пользу теории плоской Земли, согласно которой шарообразная форма планеты — миф, на поддержание которого участниками мирового заговора тратятся миллиарды долларов. Журналист Арина Бородина высказала мнение, что такого лауреата «никто уже никогда не переплюнет», а руководитель томского канала «ТВ2» Виктор Мучник публично отказался от членства в Академии.
Подробный критический анализ премии сделал в своей статье медиаобозреватель Игорь Яковенко:
«Тэфи»-2017 — это воплощение и публичная демонстрация тех принципов, которые окончательно восторжествовали в российском телевидении после 2014 года. Среди награжденных нет никого, кого можно было бы даже с натяжкой назвать журналистом. Зато есть «лучшие ученики» школы лжи и ненависти.
Бывший президент Академии российского телевидения Владимир Познер опубликовал на своём сайте открытое письмо организаторам конкурса «ТЭФИ», в котором призвал их отказаться от этого названия и использования статуэтки Орфея по причине недемократичности отбора финалистов и определения победителей. Журналист рассказал, что в своё время пообещал автору статуэтки Эрнсту Неизвестному в такой ситуации сделать всё, чтобы она больше не вручалась.